# Nicocles pollinosus
Nicocles pollinosus är en tvåvingeart som beskrevs av Wilcox 1946. Nicocles pollinosus ingår i släktet Nicocles och familjen rovflugor. Inga underarter finns listade i Catalogue of Life.